# Tetanolita borgesalis
Tetanolita borgesalis är en fjärilsart som beskrevs av Walker 1859. Tetanolita borgesalis ingår i släktet Tetanolita och familjen nattflyn. Inga underarter finns listade i Catalogue of Life.